# Estádio Insular
O Estádio Insular é um estádio multiúso situado em Las Palmas, nas Canárias. Foi a "casa" da Unión Deportiva Las Palmas até 2003, quando o clube passou a mandar suas partidas no Estádio Gran Canaria. Em 2014, foi demolido para a construção de um parque - em agosto do mesmo ano, um amistoso disputado contra o Peñarol, que realizava uma excursão pela Europa e venceu o Las Palmas por 3 a 1.

## Jogos da Seleção Espanhola
Entre 1972 e 1996, a Seleção Espanhola disputou 4 jogos no Estádio Insular, vencendo 3 (Iugoslávia, União Soviética e Noruega e empatando 1 (México, em 1993).